# Daniel Gotthilf Manitius
Daniel Gotthilf Manitius, auch Samuel Gotthelf Manitius (* 11. September 1668 in Kamenz; † 12. September 1698 in Dresden) war kurfürstlich-sächsischer Militärarzt und Mitglied der Gelehrtenakademie „Leopoldina“.
Daniel Gotthilf Manitius war Stadtphysicus zunächst in Dresden, später in Leipzig, bevor er zum kurfürstlich-sächsischen Militärarzt avancierte.
Am 6. Februar 1694 wurde Daniel Gotthilf Manitius mit dem Beinamen MACER als Mitglied (Matrikel-Nr. 207) in die Leopoldina aufgenommen.
Ein weiteres Pseudonym von Daniel Gotthilf Manitius ist Sempronius Gracchus Massiliensis.